# Tullio Ascarelli

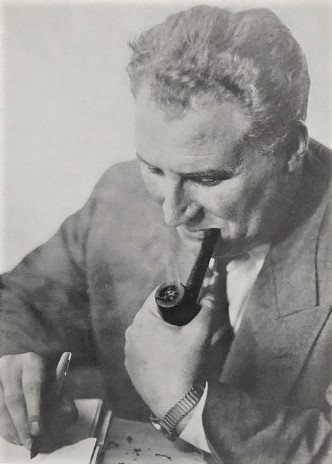
Tullio Ascarelli na década de 1950

Tullio Ascarelli (Roma, 6 de outubro de 1903 — Roma, 20 de novembro de 1959) foi um economista, jurista e professor italiano que viveu no Brasil de 1941 a 1946, expulso por sua condição judaica pelas leis raciais do regime fascista.
Foi professor na Faculdade de Direito da Universidade de Roma, na Faculdade de Direito da Universidade de São Paulo e na Faculdade de Direito da Universidade de Bolonha. Em 1947, recebeu o título de doutor honoris causa da Universidade de São Paulo.
Seu filho, Gianni Ascarelli (1931-1995), foi um importante físico.

## Ascarelli na Faculdade de Direito da USP
Em abril de 1941, ofereceu um Curso de Extensão Universitária em Direito Comercial e Liebman em Direito Judiciário Civil (como então se chamava o Processo Civil). Lecionou entre 1943 e 1944 para os alunos formados em 1945 – entre eles, Anacleto de Oliveira Faria, Geraldo de Camargo Vidigal, Renato Cirell Czerna, Ruy Barbosa Nogueira, Paulo Nogueira Neto, Paulo Autran e Lygia Fagundes Telles. Também lecionou na Faculdade de Direito de Porto Alegre em 1944. 
Em 1959, Ascarelli faleceu repentinamente. Como agradecimento pela calorosa acolhida na FDUSP, sua família doou, a seu pedido, a parte jurídica de sua biblioteca pessoal à Faculdade – que contava inclusive com obras raras (algumas remontando ao século XVI). Para recebê-la e mantê-la, foi fundado o Instituto Brasileiro de Direito Comercial Comparado e Biblioteca Tullio Ascarelli.  

## Obras
- LA MONETA - Considerazioni di dirito privado - Padova, (1928).
- Appunti di diritto commerciale (1931)
- Apresentação do Brasil (1952)
- Cambiale, assegno bancario, titoli di credito (1938)
- Consorzi volontari tra impreditori (1937)
- Corso di diritto commerciale (1962)
- Derecho mercantil (1940)
- Ensaios e pareceres (1952)
- Iniciacion al estudio del derecho mercantil (1964)
- Instituzioni di diritto commerciale (1938)
- Introducción al derecho comercial y parte general de las obligaciones comerciales (1947)
- Lezioni di diritto commerciale (1955)
- Lucros extraordinarios e imposto de renda (1944)
- Negocio juridico indirecto (1965)
- Negozio indiritto e le societa commerciali (1930)
- Norma giuridica e realtà sociale (1955)
- Obbligazioni pecuniarie (1959)
- Panorama do direito comercial (1947)
- Panorama del derecho comercial (1949)
- Per uno studio della realtà giuridica effettuale (1956)
- Problemas das sociedades anônimas e direito comparado (1945)
- Problemi giuridici (1959)
- Problemas das sociedades anônimas e direito comparado (1969)
- Saggi di diritto commerciale (1955)
- Saggi giuridici (1949)
- Sguardo sul Brasile (1949)
- Sociedades y asociaciones comerciales (1947)
- Studi di diritto comparato e in tema di interpretazione (1952)
- Studi giuridici sulla moneta (1952)
- Studi in tema di contratti (1952)
- Studi in tema di società (1952)
- Teoria della concorrenza e dei beni immateriali (1957)
- Teoria geral dos títulos de crédito (1943)

Sobre Ascarelli
- Meroni, Massimo - La teoria dell'interpretazione di Tullio Ascarelli (1989)

1. ↑  «Doutores Honoris Causa da USP nas décadas de 30 e 40 do séc. XX» (PDF). Universidade de São Paulo
2. ↑  Pesso, Ariel Engel (8 de maio de 2020). «Tullio Ascarelli e as Arcadas - Gazeta Arcadas». Consultado em 8 de maio de 2020